# Marcello Osler
Pour les articles homonymes, voir Osler.
Marcello Osler (né le 18 août 1945 à Pergine Valsugana et mort le 21 juillet 2023) est un coureur cycliste italien. Professionnel de 1973 à 1980, il a notamment remporté une étape du Tour d'Italie 1975.

## Palmarès

### Palmarès amateur
- 1970
  - Milan-Tortone
  - 2e du Gran Premio La Torre
  - 3e du championnat d'Italie sur route amateurs
- 1971
  - Trofeo Papà Cervi
  - 2e du Gran Premio La Torre
- 1972
  - Coppa Pietro Linari
  - Florence-Viareggio
  - 4e étape du Baby Giro
  - Trofeo Branzi
  - 3e de la Coppa Pietro Linari (avec Renato Marchetti)

### Palmarès professionnel
- 1974
  - 2e du Grand Prix du canton d'Argovie
- 1975
  - 8e étape du Tour d'Italie
- 1978
  - 9e de Milan-San Remo

## Résultats sur les grands tours

### Tour de France
1 participation 
- 1976 : 66e

### Tour d'Italie
7 participations 
- 1973 : 93e
- 1974 : 79e
- 1975 : 38e, vainqueur de la 8e étape
- 1976 : 65e
- 1977 : 113e
- 1978 : abandon (8e étape)
- 1979 : 66e